# Thập niên 1410

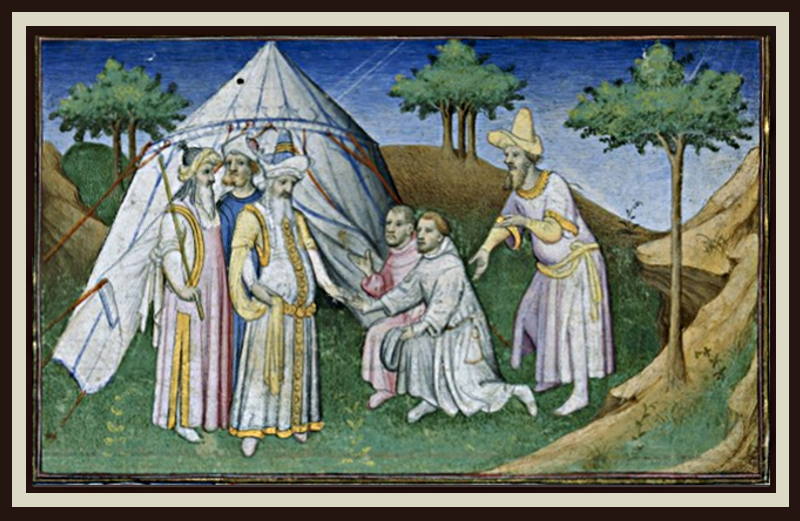
Thập niên 1410

Thập niên 1410 là thập niên diễn ra từ năm 1410 đến 1419.